# Gouvernementen van Syrië
Syrië is administratief opgedeeld in de volgende 14 gouvernementen (muhafazah), die weer zijn onderverdeeld in 61 districten (manatiq), die verder zijn onderverdeeld in subdistricten (nawahi):
|    | Nummer      | Gouvernement | Hoofdstad |
| -- | ----------- | ------------ | --------- |
|    |             |              |           |
| 1  | Latakia     | Latakia      |           |
| 2  | Idlib       | Idlib        |           |
| 3  | Aleppo      | Aleppo       |           |
| 4  | Raqqa       | Raqqa        |           |
| 5  | Al-Hasakah  | Al-Hasakah   |           |
| 6  | Tartus      | Tartus       |           |
| 7  | Hama        | Hama         |           |
| 8  | Deir ez-Zor | Deir ez-Zor  |           |
| 9  | Homs        | Homs         |           |
| 10 | Damascus    | –            |           |
| 11 | Rif Dimashq | –            |           |
| 12 | Quneitra    | Quneitra     |           |
| 13 | Dera        | Dera         |           |
| 14 | As-Suwayda  | As-Suwayda   |           |